# Andrew McCarthy
Andrew McCarthy (Nova Iorque, 29 de novembro de 1962) é um ator, escritor de viagens estadunidense e diretor de televisão.

## Carreira
Andrew McCarthy tornou-se conhecido com a personagem Blane McDonnagh, um jovem rico que conquista o coração da personagem de Molly Ringwald no drama de adolescentes Pretty in Pink. Participou em filmes como St. Elmo’s Fire e Weekend At Bernie’s e teve muitos papéis em televisão.
Quando se tornou adulto, McCarthy escolheu uma nova carreira: tornou-se escritor de viagens, escrevendo para a National Geographic Traveler, The New York Times e The Atlantic, entre outros.

## Filmografia

### Cinema
| Ano  | Filme                              | Personagem        | Notas |
| ---- | ---------------------------------- | ----------------- | ----- |
| 2011 | National Lampoon's Snatched        | Frank Baum        |       |
| 2010 | Main Street                        | Howard Mercer     |       |
| 2009 | Camp Hope                          | Michael Leary     |       |
| 2009 | The Good Guy                       | Cash              |       |
| 2008 | The Spiderwick Chronicles          | Richard Grace     |       |
| 2005 | The Orphan King                    | Charles King      |       |
| 2004 | 2BPerfectlyHonest                  | Josh              |       |
| 2002 | Standard Time                      | Elliot Shepherd   |       |
| 2001 | Diggity: A Home at Last            | Raymond Cane      |       |
| 2000 | Nowhere in Sight                   | Eric Shelton      |       |
| 1999 | New Waterford Girl                 | Cecil Sweeney     |       |
| 1999 | New World Disorder                 | Kurt Bishop       |       |
| 1999 | A Twist of Faith                   | Henry Smith       |       |
| 1998 | I'm Losing You                     | Bertie Krohn      |       |
| 1998 | I Woke Up Early the Day I Died     | Cemetery Cop      |       |
| 1998 | Bela Donna                         | Frank             |       |
| 1997 | Stag                               | Peter Weber       |       |
| 1996 | Cosas que nunca te dije            | Don               |       |
| 1996 | Everything Relative                | Howard            |       |
| 1996 | Mulholland Falls                   | Jimmy Fields      |       |
| 1994 | Mrs. Parker and the Vicious Circle | Eddie Parker      |       |
| 1994 | Dead Funny                         | Reggie Barker     |       |
| 1994 | Getting In                         | Rupert Grimm      |       |
| 1994 | Night of the Running Man           | Jerry Logan       |       |
| 1993 | The Joy Luck Club                  | Ted Jordan        |       |
| 1993 | Weekend at Bernie's II             | Larry Wilson      |       |
| 1992 | Only You                           | Clifford Godfrey  |       |
| 1991 | Year of the Gun                    | David Raybourne   |       |
| 1990 | Dr. M                              | Assassino         |       |
| 1990 | Jours tranquilles à Clichy         | Henry Miller      |       |
| 1989 | Weekend at Bernie's                | Larry Wilson      |       |
| 1988 | Fresh Horses                       | Matt Larkin       |       |
| 1988 | Kansas                             | Wade Corey        |       |
| 1987 | Less Than Zero                     | Clay Easton       |       |
| 1987 | Mannequin                          | Jonathan Switcher |       |
| 1987 | Waiting for the Moon               | Henry Hopper      |       |
| 1986 | Pretty in Pink                     | Blane McDonnagh   |       |
| 1985 | St. Elmo's Fire                    | Kevin Dolenz      |       |
| 1985 | Heaven Help Us                     | Michael Dunn      |       |
| 1985 | The Beniker Gang                   | Arthur Beniker    |       |
| 1983 | Class                              | Jonathan Ogner    |       |

### Televisão
| Ano     | Série                             | Personagem               | Notas                    |
| ------- | --------------------------------- | ------------------------ | ------------------------ |
| 2013-17 | Orange Is the New Black           |                          | diretor, 11 episódios    |
| 2011    | White Collar                      | Vincent Adler            | 2 episódios              |
| 2010-12 | Gossip Girl                       |                          | diretor, 6 episódios     |
| 2009    | Royal Pains                       | Marshall David Bryant IV | 2 episódios              |
| 2009    | Gossip Girl                       | Rick Rhodes              | Episódio: "Valley Girls" |
| 2008-09 | Lipstick Jungle                   | Joe Bennett; diretor     | 20 episódios             |
| 2007    | Law & Order: Criminal Intent      | A.D.A. Gene Hoyle        |                          |
| 2005    | E-Ring                            | Aaron Gerrity            | 5 episódios              |
| 2004    | Kingdom Hospital                  | Dr. Hook                 |                          |
| 2003    | Monk                              | Derek Philby             |                          |
| 2003    | The Twilight Zone                 | Will Marshall            |                          |
| 2003    | Law & Order                       | Attorney Finnerty        |                          |
| 2000    | Law & Order: Special Victims Unit | Randolph Morrow          |                          |
| 1992    | Screen Two                        | Martin Musgrove          |                          |
| 1991    | Tales from the Crypt              | Edward Foster            |                          |
| 1986    | Amazing Stories                   | Edwin                    |                          |

## Prêmios
- Best Short Film no Sedona International Film Festival (2005)
- Melhor ator, pelo Fantafestival (1987)